# Kalliste (Schiff)
Die Kalliste ist ein 1993 in Dienst gestelltes Fährschiff der französischen Reederei La Méridionale. Sie wird auf der Strecke von Marseille nach Bastia eingesetzt.

## Geschichte
Die Piana entstand unter der Baunummer 403 in der Werft der Aker Finnyards in Rauma und lief am 24. Januar 1993 vom Stapel. Die Ablieferung an La Méridionale erfolgte am 19. Juli 1993. Am 29. Juli nahm das Schiff den Fährdienst zwischen Marseille und Bastia auf.
Zu Beginn ihrer Dienstzeit war die Kalliste für eine Kapazität von lediglich 190 Passagieren ausgelegt. Vom 17. bis 23. Mai 2002 wurde sie daher in der Lloyd Werft Bremerhaven entsprechend umgebaut und kann seitdem bis zu 550 Passagiere befördern. Auch die Vermessung des Schiffes erhöhte sich hierbei leicht von 29.575 auf 30.718 BRZ.
Von Juni bis September 2023 war die Kalliste an Corsica Linea verchartert und stand in dieser Zeit zwischen Marseille und Sète nach Algerien im Einsatz.
Die Kalliste ist das aktuell älteste Fährschiff in der Flotte von La Méridionale.